# Gert-Jan Prins

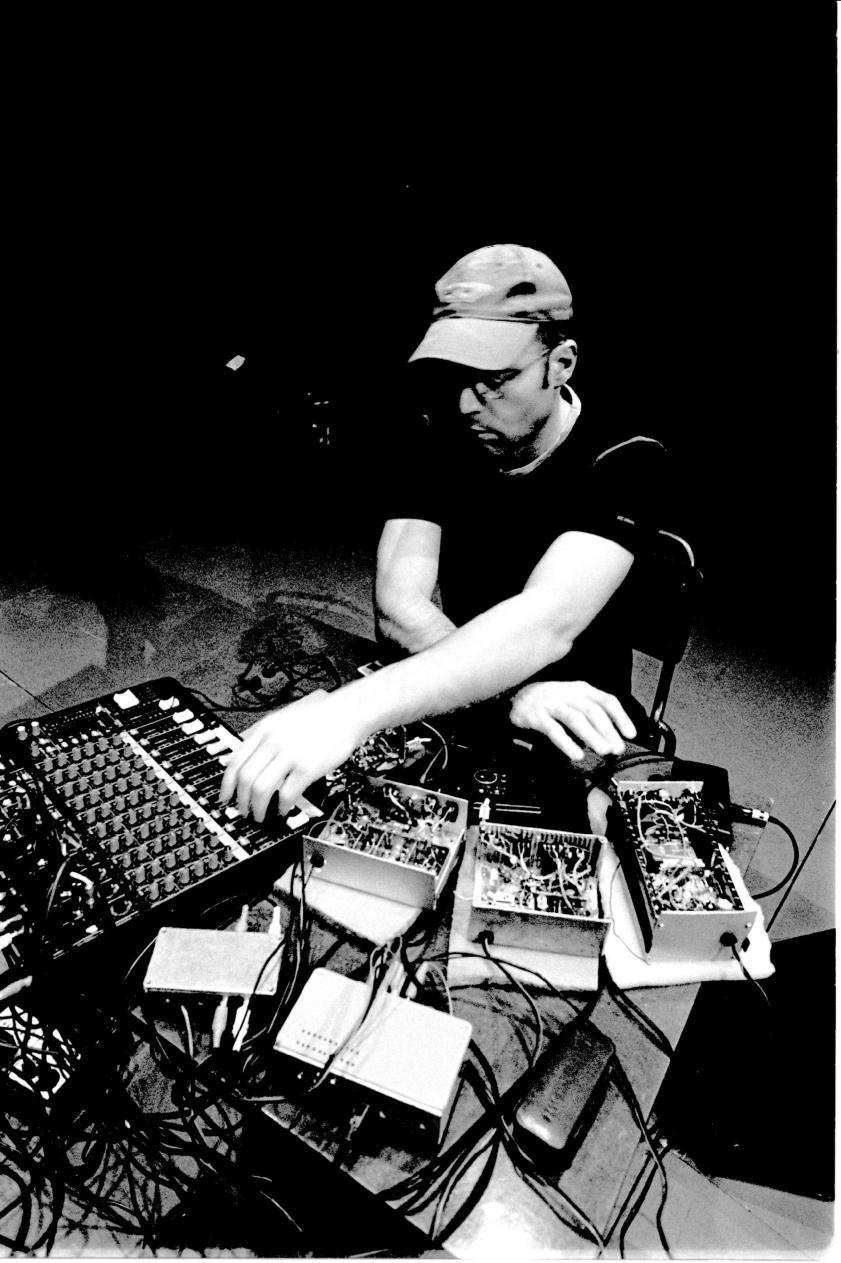
Gert-Jan Prins 2007

Gert-Jan Prins (* 1961 in IJmuiden) ist ein niederländischer Jazz- und Improvisationsmusiker.

## Leben und Wirken
Prins ist musikalischer Autodidakt. Er begann als Perkussionist, arbeitete aber bald auch auf dem Gebiet der elektroakustischen Musik. Seine erste eigene Band waren die Gorgonzola Legs, mit denen er 1988 das Album Piscatorial Debris aufnahm. 1992 gründete er das Label X-OR mit dem Saxophonisten Luc Houtkamp, mit dem er auch im Duo auftrat und aufnahm.
1998 veröffentlichte Prins sein erstes Soloalbum Noise Capture. Seit Ende der 1990er Jahre ist er Mitglied von M.I.M.E.O. (Music in Movement Electronic Orchestra). Mit Bas van Koolwijk tritt er als Duo Synchronator auf, aus der Zusammenarbeit mit dem Pianisten Cor Fuhler entstand 2000 das Album The Flirts. Beim Total Music Meeting 2000 trat er mit Christian Fennesz auf.
Weiterhin arbeitete Prins u. a. mit den Musikern Thomas Lehn, Lee Ranaldo, Anne La Berge, Peter van Bergen,
Marcus Schmickler, Raed Yassin, Koen Nutters, Norbert Möslang, Tomas Korber, Thomas Ankersmit, Giuseppe Ielasi, Carlos Giffoni und Misha Mengelberg, den Komponisten Gilius van Bergeijk, David Dramm und Domenico Sciajno und in multimedialen Projekten mit Bas van Koolwijk, Rob Flint, Xavier Quérel, Andre Avelas, Manel Esparbé i Gasca, Petra Dolleman, Martha Colburn und Cyrus Frisch zusammen. Zu hören ist er u. a. auch auf Hidros 8: Heal von Mats Gustafsson & NU Ensemble (2022).

## Diskographie
- Luc Houtkamp: Duo Recordings, 1992
- Luc Houtkamp: Metslawier, 1994
- Noise Capture, Soloalbum, 1996–98
- M.I.M.E.O.: M.I.M.E.O., 1999
- Live, 2000
- Dawn mit Peter van Bergen, Christian Fennesz, 2000
- M.I.M.E.O.: Electric Chair + Table, 2000
- E-Rax: Live at BIMHuis, 2000
- Cor Fuhler: The Flirts, 2001
- RG 58 GJ, 2002
- M.I.M.E.O.: Hands of Caravaggio, 2002
- Risk, 2004
- Break Before Make, 2007
- Cavity, 2008